# 菲利波一世 (帕爾馬公爵)
帕尔马公爵菲利波一世（義大利語：Filippo I di Parma；1720年3月15日—1765年7月18日），1748年—1765年在位。他創建了波旁-帕爾馬王朝，為波旁王朝西班牙分支的一個小支系。他是西班牙国王費利佩五世的幼子，法國國王路易十五的女婿。

## 纹章

帕尔马公爵菲利波一世的纹章
作为西班牙王子的纹章
作为帕尔马、皮亚琴察和瓜斯塔拉公爵的纹章

1. ↑  Balechou, Jean Joseph. . National Library of Portugal.   [18 March 2013]. （原始内容存档于2022-12-18） （葡萄牙语）.
2. ↑  . Ex-Libris Database. Royal Library of Spain.   [18 March 2013]. （原始内容存档于2022-12-18） （西班牙语）.